# Viejo cuento
Viejo Cuento es la quinta canción del álbum Dile al sol del quinteto donostiarra de La Oreja de Van Gogh.

## Acerca de la canción
Fue una de las primeras canciones que el grupo compuso y estaba incluida en la maqueta con la que en 1997 ganaron el Concurso Pop-Rock Ciudad de San Sebastián. Posteriormente ganado el concurso, estuvo incluida en la primera maqueta que grabaron que tan solo incluía cuatro canciones; Aquella Ingrata, Dos Cristales, El Árbol y ésta con el título "De un Viejo Cuento". Con esta maqueta se dieron a conocer en Los 40 Principales.
La canción relata la historia de una mujer que aparentemente ha tenido una vida complicada y entre las páginas de su "viejo cuento" está la historia de un amor que no pudo ser. Esta canción sólo se tocó en la gira correspondiente al disco.
La canción Los Amantes del Círculo Polar del segundo disco del grupo, El viaje de Copperpot hace un guiño a la canción cuando se menciona "siento que el viejo cuento aquel no tenga el final que imaginé"; Pablo Benegas comentó que ambas canciones guardan aspectos comunes con respecto a la historia en general.
Tuvo que ser grabada tres veces; la primera para la maqueta original, grabada en casete, la segunda en los estudios de Iñaki de Lucas en San Sebastián en 1997 y la tercera en el estudio de Alejo Stivel en Madrid en 1998. En la grabación correspondiente a la versión final del disco Dile al Sol se omitieron las frases siguientes: "Algunas noches a las once sale del puerto en tren un sueño que lleva gorra y que la agita para no volver", que se cantaba justo después del primer estribillo.
- Datos: Q6161813